# سیارک ۹۱۸۷
سیارک ۹۱۸۷ (به انگلیسی: 9187 Walterkroll، نامگذاری:1991RD4) نه هزار و صد و هشتاد و هفتمین سیارک کشف شده‌است که در ۱۲ سپتامبر ۱۹۹۱ کشف شد.
قدر مطلق سیارک برابر ۱۲.۹ است.